# Lucien Gaulard
Lucien Gaulard (1850 – 1888) è stato uno scienziato francese.

## Biografia
Elettrotecnico francese, conosciuto soprattutto per i suoi esperimenti pionieristici nella trasmissione di energia elettrica utilizzando i trasformatori da lui ideati con John Dixon Gibbs. Inventò inoltre un generatore termoelettrico e si occupò delle installazioni per l'illuminazione elettrica della metropolitana londinese.